# Ярослав Рибаков
Ярослав Рибаков е руски лекоатлет състезаващ се в скока на височина.
Рибаков е роден на 22 ноември 1980 г. в Могилев, Беларус. Носител е на три сребърни медала от световните първенства по лека атлетика през 2001, 2005 и 2007 г. През 2002 г. става европейски шампион, а през 2006 г. печели златен медал на световното първенство в зала.
Най-доброто му лично постижение в зала е 2,38 м, а на открито – 2,35 м.